# Rally del Ártico de 2021
El Rally del Ártico de 2021 fue la primera edición y la segunda ronda de la temporada 2021 del Campeonato Mundial de Rally. Se celebró del 26 al 28 de febrero y contó con un itinerario de diez tramos sobre nieve que sumaron un total de 251,08 km cronometrados. Esta prueba fue también la segunda ronda de los campeonatos WRC 2, WRC 3.
Este rally fue creado para cubrir la vacante dejada por el Rally de Suecia, rally que fue cancelado por las duras restricciones sanitarias suecas. Este rally no debe confundirse con el Arctic Lapland Rally que se disputa anualmente en enero ya que ese rally ya fue disputado en 2021 teniendo como ganador al piloto reserva del Toyota Gazoo Racing WRT, Juho Hänninen.

## Lista de inscritos
| Num.                     | Piloto                   | Copiloto                   | Automóvil              | Equipo                    | Neumático |
| ------------------------ | ------------------------ | -------------------------- | ---------------------- | ------------------------- | --------- |
| 1                        | Sébastien Ogier          | Julien Ingrassia           | Toyota Yaris WRC       | Toyota Gazoo Racing WRT   | P         |
| 2                        | Oliver Solberg           | Seb Marshall               | Hyundai i20 Coupe WRC  | Hyundai 2C Competition    | P         |
| 3                        | Teemu Suninen            | Mikko Markkula             | Ford Fiesta WRC        | M-Sport Ford WRT          | P         |
| 7                        | Pierre-Louis Loubet      | Vincent Landais            | Hyundai i20 Coupe WRC  | Hyundai 2C Competition    | P         |
| 8                        | Ott Tänak                | Martin Järveoja            | Hyundai i20 Coupe WRC  | Hyundai Shell Mobis WRT   | P         |
| 11                       | Thierry Neuville         | Martijn Wydaeghe           | Hyundai i20 Coupe WRC  | Hyundai Shell Mobis WRT   | P         |
| 12                       | Janne Tuohino            | Reeta Hämäläinen           | Ford Fiesta WRC        | JanPro                    | P         |
| 18                       | Takamoto Katsuta         | Daniel Barritt             | Toyota Yaris WRC       | Toyota Gazoo Racing WRT   | P         |
| 33                       | Elfyn Evans              | Scott Martin               | Toyota Yaris WRC       | Toyota Gazoo Racing WRT   | P         |
| 37                       | Lorenzo Bertelli         | Simone Scattolin           | Ford Fiesta WRC        | M-Sport Ford WRT          | P         |
| 42                       | Craig Breen              | Paul Nagle                 | Hyundai i20 Coupe WRC  | Hyundai Shell Mobis WRT   | P         |
| 44                       | Gus Greensmith           | Elliott Edmondson          | Ford Fiesta WRC        | M-Sport Ford WRT          | P         |
| 69                       | Kalle Rovanperä          | Jonne Halttunen            | Toyota Yaris WRC       | Toyota Gazoo Racing WRT   | P         |
| 20                       | Andreas Mikkelsen        | Ola Fløene                 | Škoda Fabia Rally2 Evo | Toksport WRT              | P         |
| 21                       | Adrien Fourmaux          | Renaud Jamoul              | Ford Fiesta Rally2     | M-Sport Ford WRT          | P         |
| 22                       | Eyvind Brynildsen        | Veronica Gulbæk Engan      | Škoda Fabia Rally2 Evo | Toksport WRT              | P         |
| 23                       | Sean Johnston            | Alexander Kihurani         | Citroën C3 Rally2      | Saintéloc Junior Team     | P         |
| 24                       | Jari Huttunen            | Mikko Lukka                | Hyundai i20 NG R5      | Hyundai Motorsport N      | P         |
| 25                       | Esapekka Lappi           | Janne Ferm                 | Volkswagen Polo GTI R5 | SC Movisport              | P         |
| 26                       | Ole Christian Veiby      | Jonas Andersson            | Hyundai i20 NG R5      | Hyundai Motorsport N      | P         |
| 27                       | Nikolay Gryazin          | Konstantin Aleksandrov     | Volkswagen Polo GTI R5 | SC Movisport              | P         |
| 28                       | Georg Linnamäe           | Volodymyr Korsia           | Volkswagen Polo GTI R5 | ALM Motorsport            | P         |
| 29                       | Martin Prokop            | Michal Ernst               | Ford Fiesta Rally2     | M-Sport Ford WRT          | P         |
| 30                       | Teemu Asunmaa            | Marko Salminen             | Škoda Fabia Rally2 Evo | Teemu Asunmaa             | P         |
| 31                       | Emil Lindholm            | Mikael Korhonen            | Škoda Fabia Rally2 Evo | Emil Lindholm             | P         |
| 32                       | Mikko Heikkilä           | Topi Luhtinen              | Škoda Fabia Rally2 Evo | Mikko Heikkilä            | P         |
| 34                       | Eerik Pietarinen         | Antti Linnaketo            | Škoda Fabia Rally2 Evo | Eerik Pietarinen          | P         |
| 35                       | Johan Kristoffersson     | Patrik Barth               | Volkswagen Polo GTI R5 | Kristoffersson Motorsport | P         |
| 36                       | Mattias Ekström          | Emil Bergkvist             | Škoda Fabia Rally2 Evo | EKS JC Team               | P         |
| 38                       | Egon Kaur                | Silver Simm                | Volkswagen Polo GTI R5 | Kaur Motorsport           | P         |
| 39                       | Gregor Jeets             | Kauri Pannas               | Škoda Fabia Rally2 Evo | Gregor Jeets              | P         |
| 40                       | Ville Ruokanen           | Timo Pallari               | Škoda Fabia Rally2 Evo | Ville Ruokanen            | P         |
| 41                       | Pekka Keski-Korsu        | Markus Silfvast            | Škoda Fabia R5         | Pekka Keski-Korsu         | P         |
| 43                       | Tuomas Skantz            | Kari Kallio                | Škoda Fabia R5         | Tuomas Skantz             | P         |
| 45                       | Jussi Keskiniva          | Mikko Kaikkonen            | Škoda Fabia R5         | Jussi Keskiniva           | P         |
| 46                       | Ari-Pekka Koivisto       | Jussi Kärpijoki            | Škoda Fabia R5         | Ari-Pekka Koivisto        | P         |
| 47                       | Fabrizio Zaldivar        | Carlos del Barrio          | Škoda Fabia Rally2 Evo | Fabrizio Zaldivar         | P         |
| 48                       | Lars Stugemo             | Kalle Lexe                 | Škoda Fabia R5         | Lars Stugemo              | P         |
| 49                       | Rakan Al-Rashed          | Hugo Magalhães             | Volkswagen Polo GTI R5 | Rakan Al-Rashed           | P         |
| 50                       | Alberto de Thurn y Taxis | Bernhard Ettel             | Škoda Fabia Rally2 Evo | Alberto de Thurn y Taxis  | P         |
| 51                       | Michał Sołowow           | Maciej Baran               | Citroën C3 Rally2      | Michał Sołowow            | P         |
| 52                       | Vladas Jurkevičius       | Aisvydas Paliukėnas        | Škoda Fabia Rally2 Evo | Vladas Jurkevičius        | P         |
| 53                       | Marko Viitanen           | Tapio Suominen             | Škoda Fabia R5         | Marko Viitanen            | P         |
| 54                       | Mauro Miele              | Luca Beltrame              | Škoda Fabia R5         | Mauro Miele               | P         |
| 55                       | Miguel Díaz-Aboitiz      | Rodrigo Sanjuan de Eusebio | Škoda Fabia Rally2 Evo | Miguel Díaz-Aboitiz       | P         |
| 56                       | Adrian Chwietczuk        | Jarosław Baran             | Škoda Fabia Rally2 Evo | Adrian Chwietczuk         | P         |
| Fuente: ewrc-results.com |                          |                            |                        |                           |           |

## Itinerario
| Día                      | Tramo | Nombre                     | Distancia | Ganador de la etapa | Automóvil             | Tiempo  | Líder de la general |
| ------------------------ | ----- | -------------------------- | --------- | ------------------- | --------------------- | ------- | ------------------- |
| Día 1 (26 de febrero)    | -     | Vennivaara (Shakedown)     | 5.69 km   | Ott Tänak           | Hyundai i20 Coupe WRC | 2:35.4  | -                   |
| Día 1 (26 de febrero)    | SS1   | Sarriojärvi 1              | 31.05 km  | Ott Tänak           | Hyundai i20 Coupe WRC | 15:57.8 | Ott Tänak           |
| Día 1 (26 de febrero)    | SS2   | Sarriojärvi 2              | 31.05 km  | Ott Tänak           | Hyundai i20 Coupe WRC | 15:52.9 | Ott Tänak           |
| Día 3 (27 de febrero)    | SS3   | Mustalampi 1               | 24.43 km  | Ott Tänak           | Hyundai i20 Coupe WRC | 13:54.5 | Ott Tänak           |
| Día 3 (27 de febrero)    | SS4   | Kaihuavaara 1              | 19.91 km  | Elfyn Evans         | Toyota Yaris WRC      | 9:06.6  | Ott Tänak           |
| Día 3 (27 de febrero)    | SS5   | Siikakämä 1                | 27.68 km  | Ott Tänak           | Hyundai i20 Coupe WRC | 12:30.1 | Ott Tänak           |
| Día 3 (27 de febrero)    | SS6   | Mustalampi 2               | 24.43 km  | Ott Tänak           | Hyundai i20 Coupe WRC | 13:57.3 | Ott Tänak           |
| Día 3 (27 de febrero)    | SS7   | Kaihuavaara 2              | 19.91 km  | Kalle Rovanperä     | Toyota Yaris WRC      | 9:08.8  | Ott Tänak           |
| Día 3 (27 de febrero)    | SS8   | Siikakämä 2                | 27.68 km  | Thierry Neuville    | Hyundai i20 Coupe WRC | 12:44.0 | Ott Tänak           |
| Día 3 (28 de febrero)    | SS9   | Aittajärvi 1               | 22.47 km  | Elfyn Evans         | Toyota Yaris WRC      | 10:07.5 | Ott Tänak           |
| Día 3 (28 de febrero)    | SS10  | Aittajärvi 2 (Power Stage) | 22.47 km  | Kalle Rovanperä     | Toyota Yaris WRC      | 10:02.4 | Ott Tänak           |
| Fuente: ewrc-results.com |       |                            |           |                     |                       |         |                     |

### Power stage
El power stage fue una etapa de 22.47 km al final del rally. Se otorgaron puntos adicionales del Campeonato Mundial a los cinco más rápidos.
| Pos. | Piloto           | Copiloto         | Coche                 | Equipo                  | Tiempo  | Puntos |
| ---- | ---------------- | ---------------- | --------------------- | ----------------------- | ------- | ------ |
| 1    | Kalle Rovanperä  | Jonne Halttunen  | Toyota Yaris WRC      | Toyota Gazoo Racing WRT | 10:02.4 | 5      |
| 2    | Craig Breen      | Paul Nagle       | Hyundai i20 Coupe WRC | Hyundai Shell Mobis WRT | +0.3    | 4      |
| 3    | Thierry Neuville | Martijn Wydaeghe | Hyundai i20 Coupe WRC | Hyundai Shell Mobis WRT | +0.4    | 3      |
| 4    | Ott Tänak        | Martin Järveoja  | Hyundai i20 Coupe WRC | Hyundai Shell Mobis WRT | +1.7    | 2      |
| 5    | Sébastien Ogier  | Julien Ingrassia | Toyota Yaris WRC      | Toyota Gazoo Racing WRT | +1.8    | 1      |

## Clasificación final
| World Rally Championship   | World Rally Championship | World Rally Championship | World Rally Championship | World Rally Championship | World Rally Championship | World Rally Championship | World Rally Championship |
| Pos.                       | Piloto                   | Copiloto                 | Automóvil                | Equipo                   | Neumático                | Tiempo                   | Puntos                   |
| -------------------------- | ------------------------ | ------------------------ | ------------------------ | ------------------------ | ------------------------ | ------------------------ | ------------------------ |
| 1                          | Ott Tänak                | Martin Järveoja          | Hyundai i20 Coupe WRC    | Hyundai Shell Mobis WRT  | P                        | 2:03:49.6                | 25                       |
| 2                          | Kalle Rovanperä          | Jonne Halttunen          | Toyota Yaris WRC         | Toyota Gazoo Racing WRT  | P                        | +17.5                    | 18                       |
| 3                          | Thierry Neuville         | Martijn Wydaeghe         | Hyundai i20 Coupe WRC    | Hyundai Shell Mobis WRT  | P                        | +19.8                    | 15                       |
| 4                          | Craig Breen              | Paul Nagle               | Hyundai i20 Coupe WRC    | Hyundai Shell Mobis WRT  | P                        | +52.6                    | 12                       |
| 5                          | Elfyn Evans              | Scott Martin             | Toyota Yaris WRC         | Toyota Gazoo Racing WRT  | P                        | +1:01.5                  | 10                       |
| 6                          | Takamoto Katsuta         | Daniel Barritt           | Toyota Yaris WRC         | Toyota Gazoo Racing WRT  | P                        | +1:37.8                  | 8                        |
| 7                          | Oliver Solberg           | Seb Marshall             | Hyundai i20 Coupe WRC    | Hyundai 2C Competition   | P                        | +1:39.0                  | 6                        |
| 8                          | Teemu Suninen            | Mikko Markkula           | Ford Fiesta WRC          | M-Sport Ford WRT         | P                        | +2:09.0                  | 4                        |
| 9                          | Gus Greensmith           | Elliott Edmondson        | Ford Fiesta WRC          | M-Sport Ford WRT         | P                        | +3:39.4                  | 2                        |
| 10                         | Esapekka Lappi           | Janne Ferm               | Volkswagen Polo GTI R5   | SC Movisport             | P                        | +6:07.0                  | 1                        |
| World Rally Championship 2 |                          |                          |                          |                          |                          |                          |                          |
| 1 (10.)                    | Esapekka Lappi           | Janne Ferm               | Volkswagen Polo GTI R5   | SC Movisport             | P                        | 2:09:56.6                | 25                       |
| 2 (11.)                    | Andreas Mikkelsen        | Ola Fløene               | Škoda Fabia Rally2 Evo   | Toksport WRT             | P                        | +47.7                    | 18                       |
| 3 (12.)                    | Nikolay Gryazin          | Konstantin Aleksandrov   | Volkswagen Polo GTI R5   | SC Movisport             | P                        | +1:30.3                  | 15                       |
| 4 (15.)                    | Eyvind Brynildsen        | Veronica Gulbæk Engan    | Škoda Fabia Rally2 Evo   | Toksport WRT             | P                        | +2:44.9                  | 12                       |
| 5 (16.)                    | Ole Christian Veiby      | Jonas Andersson          | Hyundai i20 NG R5        | Hyundai Motorsport N     | P                        | +2:54.2                  | 10                       |
| World Rally Championship 3 |                          |                          |                          |                          |                          |                          |                          |
| 1 (13.)                    | Teemu Asunmaa            | Marko Salminen           | Škoda Fabia Rally2 Evo   | Teemu Asunmaa            | P                        | 2:11:55.3                | 25                       |
| 2 (14.)                    | Egon Kaur                | Silver Simm              | Volkswagen Polo GTI R5   | Kaur Motorsport          | P                        | +4.2                     | 18                       |
| 3 (17.)                    | Mikko Heikkilä           | Topi Luhtinen            | Škoda Fabia Rally2 Evo   | Mikko Heikkilä           | P                        | +1:38.6                  | 15                       |
| 4 (18.)                    | Eerik Pietarinen         | Antti Linnaketo          | Škoda Fabia Rally2 Evo   | Eerik Pietarinen         | P                        | +1:45.3                  | 12                       |
| 5 (19.)                    | Mattias Ekström          | Emil Bergkvist           | Škoda Fabia Rally2 Evo   | EKS JC Team              | P                        | +2:33.9                  | 10                       |
| Fuente: ewrc-results.com   |                          |                          |                          |                          |                          |                          |                          |

## Clasificaciones tras el rally
| Posición | Piloto           | Puntos | Cambios de posición |
| -------- | ---------------- | ------ | ------------------- |
| 1        | Kalle Rovanperä  | 39     | Crecimiento         |
| 2        | Thierry Neuville | 35     | Crecimiento         |
| 3        | Sébastien Ogier  | 31     | Decrecimiento       |
| 4        | Elfyn Evans      | 31     | Decrecimiento       |
| 5        | Ott Tänak        | 27     | Crecimiento         |

| Posición | Equipo                  | Puntos | Cambios de posición |
| -------- | ----------------------- | ------ | ------------------- |
| 1        | Toyota Gazoo Racing WRT | 88     | Sin cambios         |
| 2        | Hyundai Shell Mobis WRT | 77     | Sin cambios         |
| 3        | M-Sport Ford WRT        | 24     | Sin cambios         |
| 4        | Hyundai 2C Competition  | 22     | Sin cambios         |